# McClintock-Insel
Die McClintock-Insel (russisch Остров Мак-Клинтока; Ostrow Mak-Klintoka) ist eine unbewohnte Insel des zu Russland gehörenden arktischen Franz-Josef-Landes.

## Geographie
Die Insel ist mit einer Fläche von 612 km² die siebtgrößte des Archipels. Sie ist von etwa rechteckiger Form, mit einer maximalen Länge von etwa 31 Kilometern und einer Breite von etwa 25 Kilometern. Die McClintock-Insel ist größtenteils vergletschert, der höchste Punkt liegt bei 521 m über dem Meeresspiegel. Der nördlichste Punkt der Insel ist das Kap Greely (мыс Грили; Mys Grili), der südöstlichste das Kap Oppolzer (мыс Оппольцера; Mys Oppolzera).

## Geschichte
Die McClintock-Insel wurde 1874 im Rahmen der Österreichisch-Ungarischen Nordpolexpedition unter Leitung von Carl Weyprecht und Julius von Payer entdeckt. Benannt ist sie nach dem irischen Arktisforscher Francis Leopold McClintock.

## Angrenzende Inseln
- Die Alger-Insel (остров Алджер; ostrow Aldscher) liegt ca. drei Kilometer nördlich der McClintock-Insel. Auf ihr lag das Basislager der gescheiterten Baldwin-Ziegler-Polarexpedition von 1901/02.
- Die Brady-Insel (остров Брейди; ostrow Brejdi) liegt sechs Kilometer nordwestlich der McClintock-Insel. Sie wurde nach dem englischen Paläontologen, Pharmazeuten und Geologen Henry Bowman Brady benannt. Der nördlichste Punkt der Brady-Insel, Kap Wiese (мыс Визе; Mys Wise), trägt den Namen des russischen Polarforschers Wladimir Juljewitsch Wiese.
- Nur eine schmale Meerenge (пролив Негри; Proliw Negri) trennt das Ostufer der McClintock-Insel von der Hall-Insel (остров Галля; ostrow Gallja).
- Direkt vor der Südküste liegt eine Gruppe von kleinen Inselchen, genannt Borisjak-Inseln (острова Борисяка; Ostrowa Borisjaka), die nach dem russischen Paläontologen Aleksei Aleksejewitsch Borisjak (1872–1944) benannt sind.
- Fünf Kilometer vor der Südküste der McClintock-Insel liegt die Aagaard-Insel (Остров Огорд; ostrow Ogord). Sie wurde nach Andreas Zacharias Aagaard (1847–1925) benannt, einem norwegischen Kaufmann und Konsul von Österreich-Ungarn in Tromsø zur Zeit der Österreichisch-Ungarischen Nordpolexpedition.